# Escola Dr. Evangelista Rodrigues
A Escola Doutor Evangelista Rodrigues integra o patrimônio material de Cachoeira Paulista. O local foi projetado em 1909 e inaugurado quatro anos depois. Abrigou uma escola pública, com oito salas, com o nome inicial de Grupo Escolar da Bocaina. O projeto arquitetônico foi elaborado por José Van Humbeeck.
A construção integra o tombamento pelo CONDEPHAAT de escolas públicas no Estado de São Paulo. Erigidas entre 1890 e 1930, essas escolas tornaram-se a expressão das políticas sociais na Primeira República, com projetos de educação em massa.
O nome atual da escola homenageia um dos prefeitos de Cachoeira Paulista.